# Базарбаева, Марьям Маликовна
Марьям Маликовна Базарбаева — советский государственный деятель.

## Биография
Родилась в 1917 году в Казалинске. Член КПСС.
Окончила Худжандское педагогическое училище, курсы ВПШ при ЦК КПСС, Душанбинский государственный педагогический институт.
Активная участница ликвидации безграмотности, активистка движения восточных женщин за равенство и образование «Худжум».
В 1936—1946 гг. — преподаватель средних школ в городе Ленинабаде, заведующая Ленинабадским гороно.
В 1948—1950 гг. — секретарь Сталинабадского обкома КП(б) Таджикистана.
В 1951—1963 гг. — министр социального обеспечения Таджикской ССР.
В 1963—1967 гг. — заведующая отделом социально-культурных учреждений Совета Министров Таджикской ССР.
В 1967—1972 гг. — заместитель министра народного образования Таджикской ССР.
Отличник народного образования Таджикской ССР, отличник просвещения СССР.
Избиралась депутатом Верховного Совета Таджикской ССР 3-6-го созывов.
Умерла в 1997 году в Душанбе.

## Награды
- Орден Трудового Красного Знамени (трижды)
- Орден Знак Почёта (09.09.1971)